# Passe Kingman
Pour les articles homonymes, voir Kingman.
La passe Kingman est un défilé situé dans le parc national de Yellowstone, dans le comté de Park au Wyoming aux États-Unis. Il est situé entre Terrance Mountain et le pic Bunsen le long de la Grand Loop Road, juste au sud de Mammoth Hot Springs.
La passe tire son nom du lieutenant de l'armée américaine Dan Christie Kingman (en) qui reconstruisit la Grand Loop Road en 1883.